# Kuroshio (train)
Pour les articles homonymes, voir Kuroshio (homonymie).
Le Kuroshio (くろしお) est un train express du Japon, exploité par la compagnie JR West, qui roule de Kyoto à Shingū au sud de la péninsule de Kii. Il tire son nom du courant de Kuroshio.

## Gares desservies
Le Kuroshio circule de la gare de Kyoto à la gare de Shingū en empruntant la ligne JR Kyoto, la ligne circulaire d'Osaka, la ligne Hanwa et la ligne principale Kisei.
| Nom des gares   |
| --------------- |
| Kyoto           |
| Shin-Osaka      |
| Nishikujō*      |
| Tennōji         |
| Izumi-Fuchū*    |
| Hineno*         |
| Izumi-Sunagawa* |
| Wakayama        |
| Kainan          |
| Minoshima*      |
| Fujinami*       |
| Yuasa*          |
| Gobō            |
| Minabe*         |
| Kii-Tanabe      |
| Shirahama       |
| Susami          |
| Kushimoto       |
| Koza            |
| Taiji           |
| Kii-Katsuura    |
| Shingū          |

Les gares marquées d'un astérisque ne sont pas desservies par tous les trains.

## Matériel roulant
Les modèles utilisés sur ce service sont :

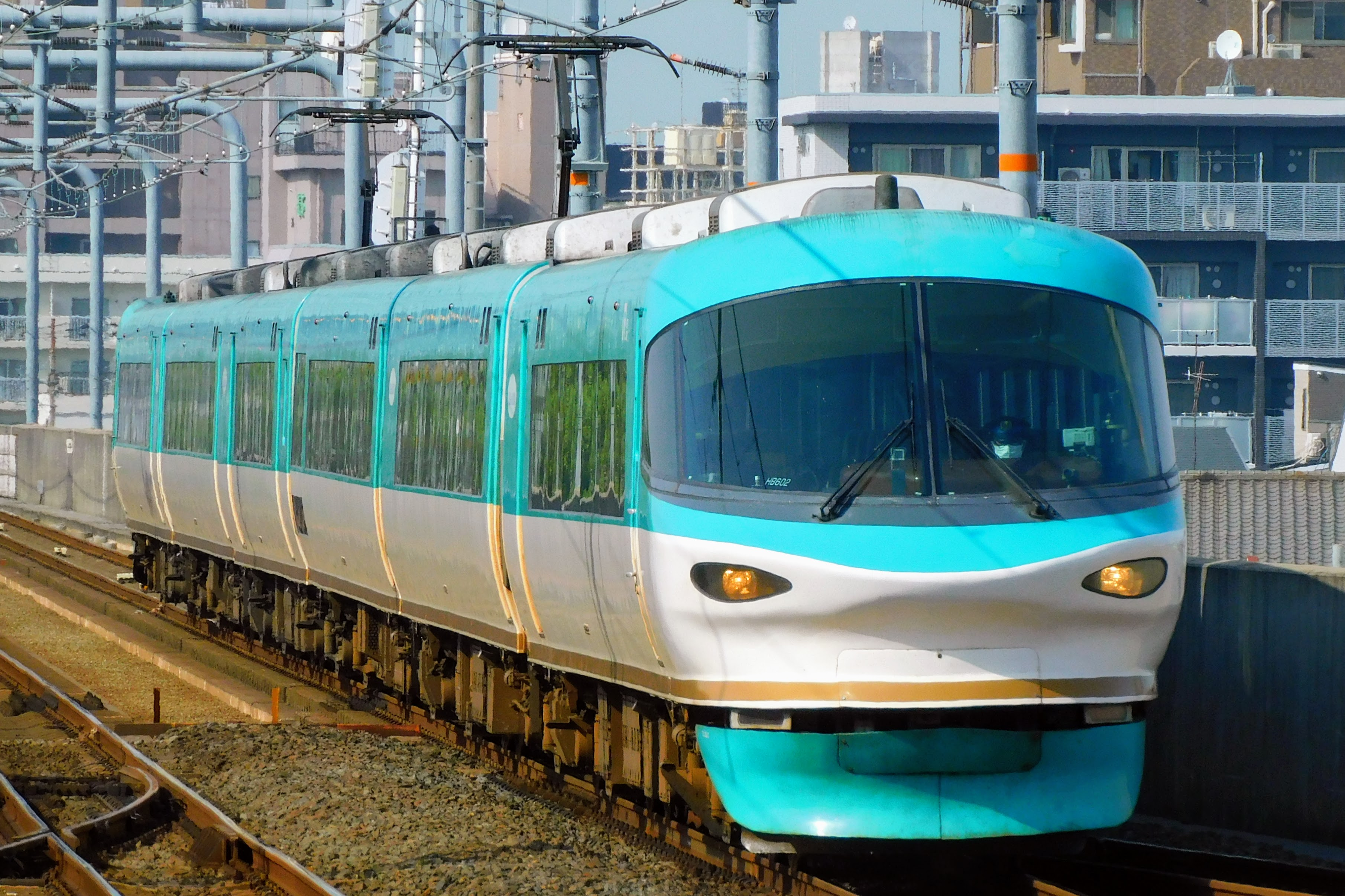
Série 283
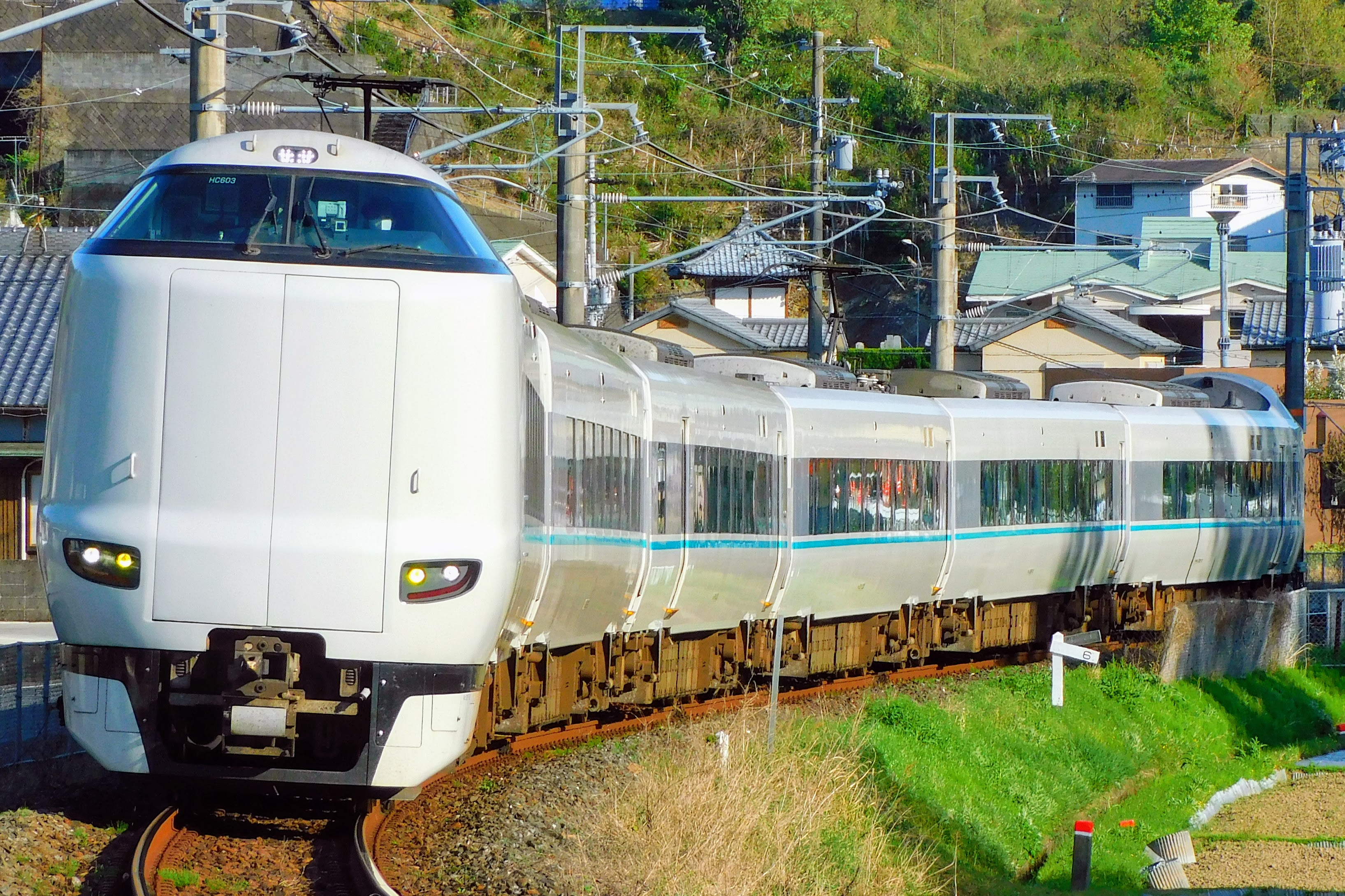
Série 287
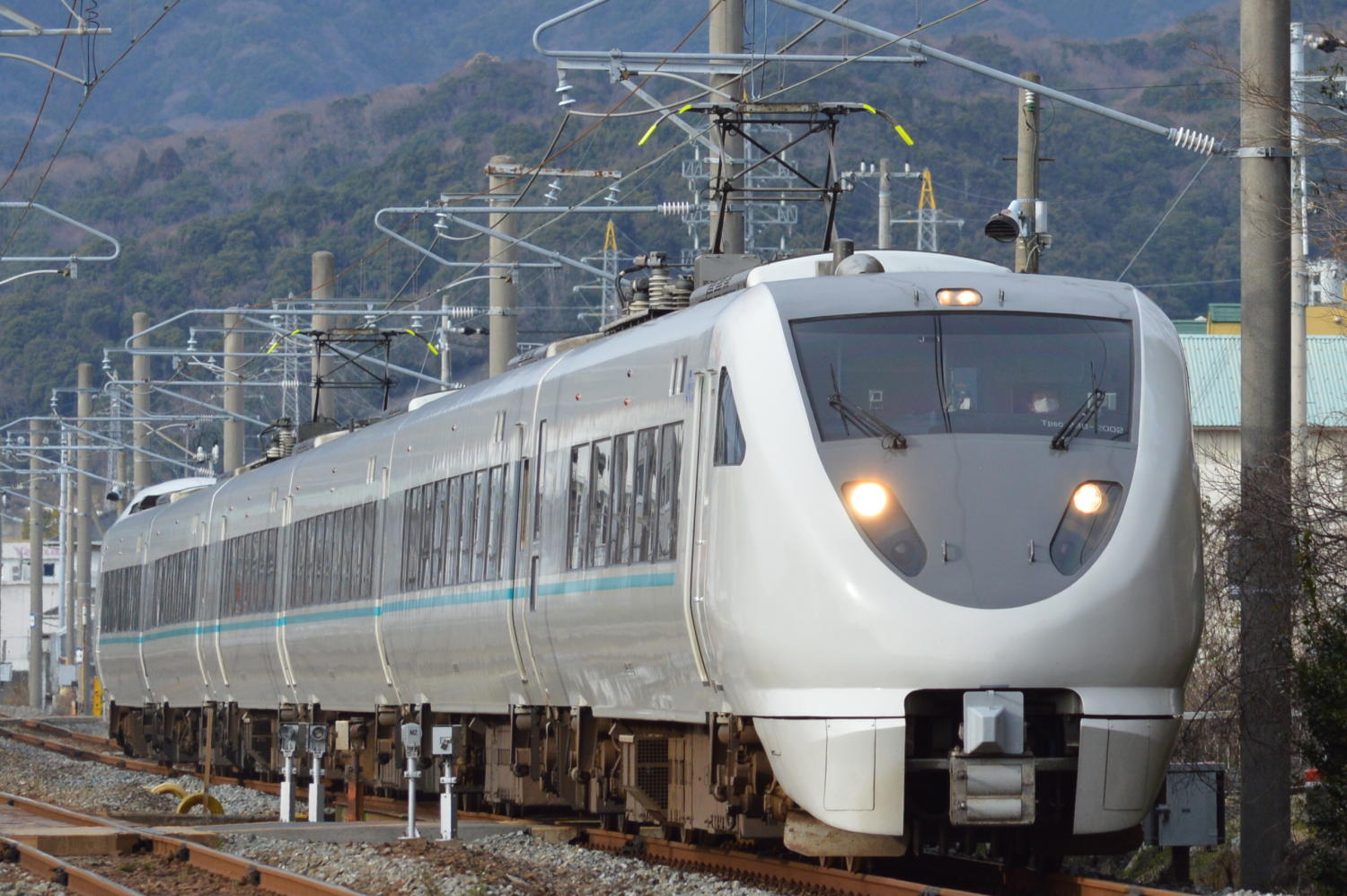
Série 289

Les modèles suivants ne sont plus utilisés sur ce service :

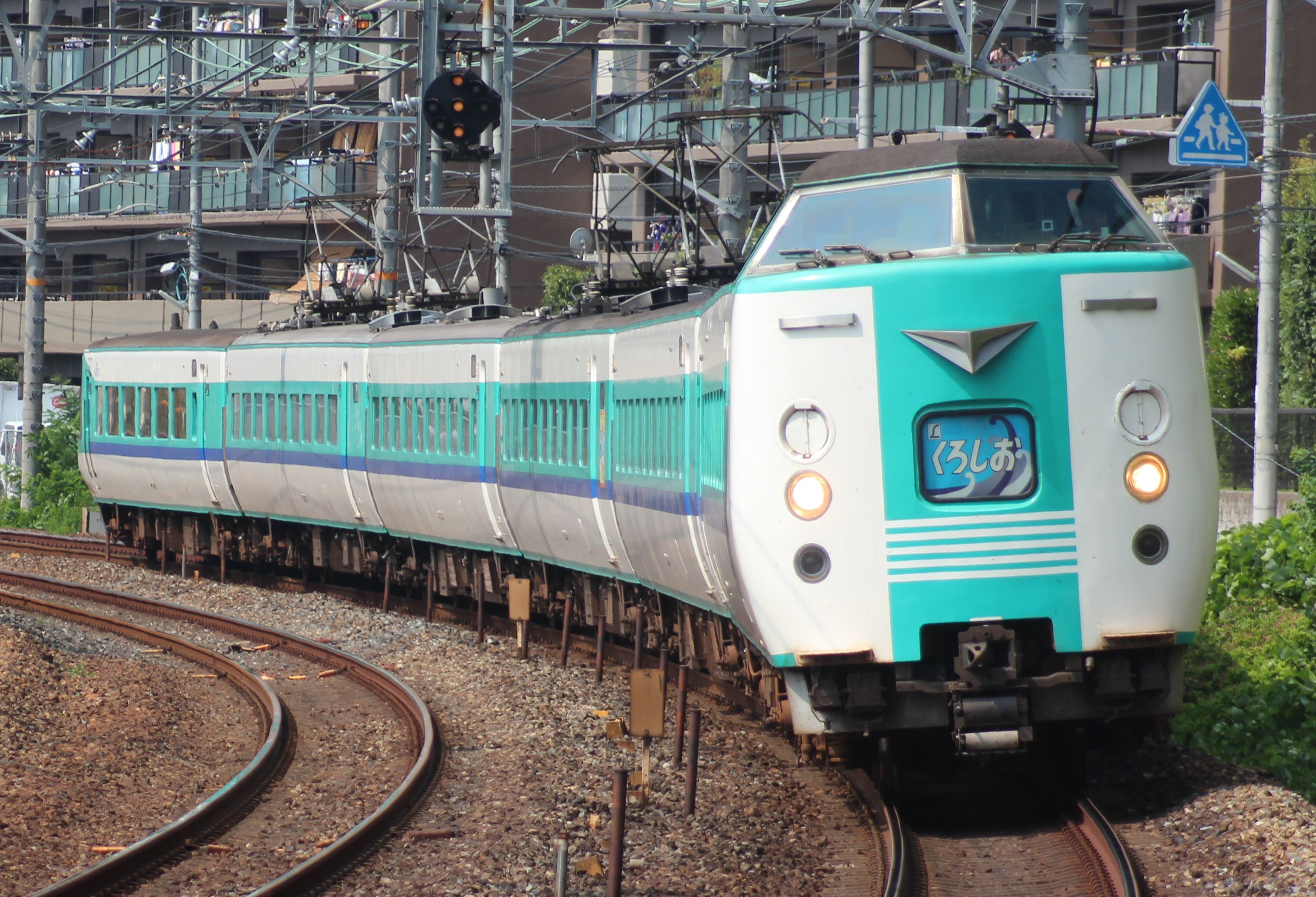
Série 381

## Composition des rames
Tous les trains sont complètement non fumeurs.
- Séries 283, 287 et 289 :

| N° de voiture | 1     | 1       | 2       | 3       | 4       | 5       | 6       |
| Classe        | Green | Réservé | Réservé | Réservé | Réservé | Réservé | Réservé |